# Epikeia
Epikeia (gr. ἐπιείκεια, łac. equitas, pol. sprawiedliwość, łagodność, pobłażliwość) – termin należący do kultury prawa od czasów starożytności greckiej. Jest to cnota właściwego, łagodnego stosowania prawa ogólnego do konkretnych przypadków, będących częścią rzeczywistości, która jest zawsze bogatsza niż samo prawo – nieraz wbrew literze prawa, ale zgodnie z jego duchem.
O epikei pisał Arystoteles w Etyce nikomachejskiej, którą komentował w średniowieczu m.in. Tomasza z Akwinu. W Sumie teologicznej (STh) Akwinata nauczał, że ludzkie działanie składa się z poszczególnych aktów przygodnych, które mogą się różnić na nieskończoną ilość sposobów, dlatego nie jest możliwe ustanowić jakiś przepis prawa odnoszący się do ludzkiej aktywności tak, by nigdy nie miał braku (in nullo casu deficeret). Serge Thomas Bonino OP zebrał nauczanie Tomasza o cnocie epikei w następującej definicji:

Epikeia jest cnotą, która sprawia, że człowiek jest skłonny wybrać to, co jest sprawiedliwe nawet wtedy, gdy to, co sprawiedliwe jest sprzeczne z literą prawa, które nie może uwzględniać wszystkich okoliczności. Ale to "prawe" przekroczenie określonego prawa jest zawsze podejmowane w odniesieniu do wyższego prawa: intencji prawodawcy, i w ostatecznej analizie, intencji Boga ukazanej w prawie naturalnym (por. STh II-II, q 120).

Tomasz z Akwinu dał przykład prawa nakazującego oddawać rzeczy przekazane na przechowanie – jest to bowiem słuszne w większości przypadków (in pluribus). Czasem jednak prawo to może okazać się szkodliwe. Może się zdarzyć, że ktoś dał na przechowanie swój miecz i chce go teraz odebrać w stanie silnego afektu. Ktoś inny z kolei może chcieć  odebrać coś, co by wykorzystał na szkodę swemu krajowi. W tych i tym podobnych przypadkach złem byłoby, według Akwinaty, wypełnić to prawo, dobrem zaś,  wypełnić wbrew literze prawa to, czego wymaga racja sprawiedliwości i pożytek publiczny (Suma teologiczna II-II q.120 a.1 co).  
Cnota epikei jest potrzebna także w kościelnym prawie kanonicznym. Oznacza możliwość zwolnienia z wierności literze prawa, gdy słuszność moralna dyktuje jej niezachowanie. Wówczas wykładni przepisu dokonuje się w myśl domniemanego zamiaru prawodawcy, a nie według samej litery prawa.
Prawo rzymskie stanowi: Placuit in omnibus rebus praecipuam esse iustitiae aequitatisque quam stricti iuris rationem (We wszystkich sprawach powinna mieć pierwszeństwo zasada sprawiedliwości i słuszności nad zasadą ścisłego prawa).